# Yvonne Astruc
Yvonne Astruc (Asnières-sur-Seine, 27 aprile 1889 – Parigi, 17 ottobre 1980) è stata una violinista e insegnante francese.

## Biografia
Yvonne Astruc fu una violinista francese e una delle figure di spicco della pedagogia violinistica europea. Era la nipote del giornalista e impresario teatrale Gabriel Astruc (1864-1938). Iniziò a studiare il violino a cinque anni e nel 1906 entrò nel Conservatorio di Parigi nella classe di Narcisse-Augustin Lefort (1852-1933). Vinse il Premier Prix nel 1909. Debuttò a Parigi. Suonò frequentemente i compositori del suo tempo, fra i quali Fauré, Debussy, Ravel, Schmitt, Stravinskij, Milhaud, Pierné, Tailleferre, Villa-Lobos, d'Ambrosio, Berkeley, Migot, Boulanger, Enescu (col quale si perfezionò e in seguito si esibì in duo). Alcuni di questi compositori dedicarono espressamente dei brani ad Astruc. Nel 1920 sposò il pianista e docente francese Marcel Ciampi (1891-1980) e collaborò insieme a lui negli anni successivi. Accanto all’attività concertistica si rivolse all'insegnamento, fra l'altro all' École normale de musique. In seguito Astruc fondò a Parigi la École Instrumentale “Yvonne Astruc”, invitando il suo vecchio maestro Enescu ad insegnarci. Una fase decisiva dell'attività pedagogica di Astruc fu il suo ruolo di assistente di George Enescu  all’Accademia Chigiana di Siena. Dopo la scomparsa di Enescu diventò docente a sua volta. Ecco come Salvatore Accardo ricorda la presenza della Astruc a Siena nell’estate del 1955 in sostituzione di Enescu appena scomparso:  
Anche Uto Ughi, avendo conosciuto Enescu nel 1954, ricorda Yvonne Astruc come sua professoressa a Siena per diversi anni: 
Yvonne Astruc ebbe anche una grande influenza su Christian Ferras, il quale la considerava come la sua insegnante di violino più importante. Astruc insegnò all’Accademia Chigiana di Siena dal 1955 sino al 1962. Mancò a Parigi nel 1980 all’età di 91 anni, poche settimane dopo Ciampi. Il figlio di Astruc e Ciampi fu il regista cinematografico Yves Ciampi (1921-1982).

## Studenti
Hanno seguito i corsi di perfezionamento di Yvonne Astruc: Christian Ferras, Salvatore Accardo, Uto Ughi, Mario Ferraris, Remo Lauricella

## Dediche
Selezione
- Darius Milhaud, Concertino de printemps pour violon et orchestre, Paris, Salabert, c1936
- Germaine Tailleferre, Concerto pour violon et orchestre, 1936
- Georges Auric, Sonate en Sol majeur pour violon et piano, E.S.I, le Chant du Monde, Paris, 1937

## Scritti
- Lettre de Yvonne Astruc avec Marcel Ciampi à Nadia Boulanger, ms., 1967 (BNF)